# Петер Соке
Петер Соке (угор. Péter Szőke; 8 серпня 1947 — 28 липня 2022) — колишній угорський тенісист.
Найвищу одиночну позицію світового рейтингу — 47 місце досяг 23 серпня 1973 року.
Найвищим досягненням на турнірах Великого шолома було 3 коло в одиночному розряді.

## ATP tour finals

### Одиночний розряд (1 поразка)
| Результат | W-L | Дата | Турнір                     | Покриття | Суперник      | Рахунок       |
| --------- | --- | ---- | -------------------------- | -------- | ------------- | ------------- |
| Поразка   | 0–1 | 1971 | Гамбург, Західна Німеччина | Ґрунт    | Андрес Хімено | 3–6, 2–6, 2–6 |

### Парний розряд (4 поразки)
| Результат | W-L | Дата | Турнір               | Покриття   | Партнер        | Суперники                     | Рахунок       |
| --------- | --- | ---- | -------------------- | ---------- | -------------- | ----------------------------- | ------------- |
| Поразка   | 0–1 | 1973 | Калгарі, Канада      | Indoor     | Сабольч Барані | Майк Естеп Іліє Настасе       | 7–6, 5–7, 3–6 |
| Поразка   | 0–2 | 1976 | Флоренція, Італія    | Ґрунт      | Балаж Тароці   | Колін Діблі Карлус Кірмайр    | 7–5, 5–7, 5–7 |
| Поразка   | 0–3 | 1978 | Swedish Open, Швеція | Ґрунт      | Балаж Тароці   | Боб Кармайкл Марк Едмондсон   | 5–7, 4–6      |
| Поразка   | 0–4 | 1979 | Лінц, Австрія        | Тверде (i) | Сабольч Барані | Патріс Домінгес Жіль Мореттон | 1–6, 4–6      |